# الشخصية المغربية: تأصيل وتأويل (كتاب)
الشخصية المغربية: تأصيل وتأويل هو عنوان كتاب المؤرخ المغربي الطيب بياض، الصادر سنة 2024 عن منشورات باب الحكمة في مدينة تطوان.
الكتاب في أصله درس افتتاحي ألقاه المؤلف في رحاب المكتبة الجامعية محمد السقاط التابعة لجامعة الحسن الثاني بالدار البيضاء يوم الثلاثاء 9 يناير 2024، قبل أن يعمل على تطوير مضامينه ليصدر في صيغة كتاب خلال شهر ماي من السنة نفسها، حمل تقديم الأستاذ خالد الحياني مدير المكتبة الجامعية.

## بنية الكتاب
يندرج هذا العمل ضمن حقل الدراسات التاريخية والأنثروبولوجية المعنية بتحليل الهوية المغربية وتشكلها عبر مسار زمني طويل، ويعتمد على مقاربة متعددة التخصصات تستحضر مفاهيم من التاريخ، والأنثروبولوجيا، والسوسيولوجيا، والجغرافيا التاريخية وعلم النفس الاجتماعي، ويتناول المؤلف فيه مسار تشكل الشخصية المغربية منذ عصور ما قبل التاريخ حتى الزمن الراهن، محاولًا الإجابة عن إشكالية مركزية: "ما معنى أن تكون مغربياً؟".
يضم الكتاب بالإضافة الى التقديم والتمهيد، خمسة محاور رئيسية:
1. في تقديم الإشكالية وعُدة معالجتها
2. ولادة مبكرة وتشكل في الزمن الطويل
3. بصمة الإسلام وصدمة الحداثة
4. عصر الازدواجية أو مغرب الثنائيات
5. استشراف أفق أو في معنى أن تكون مغربيا

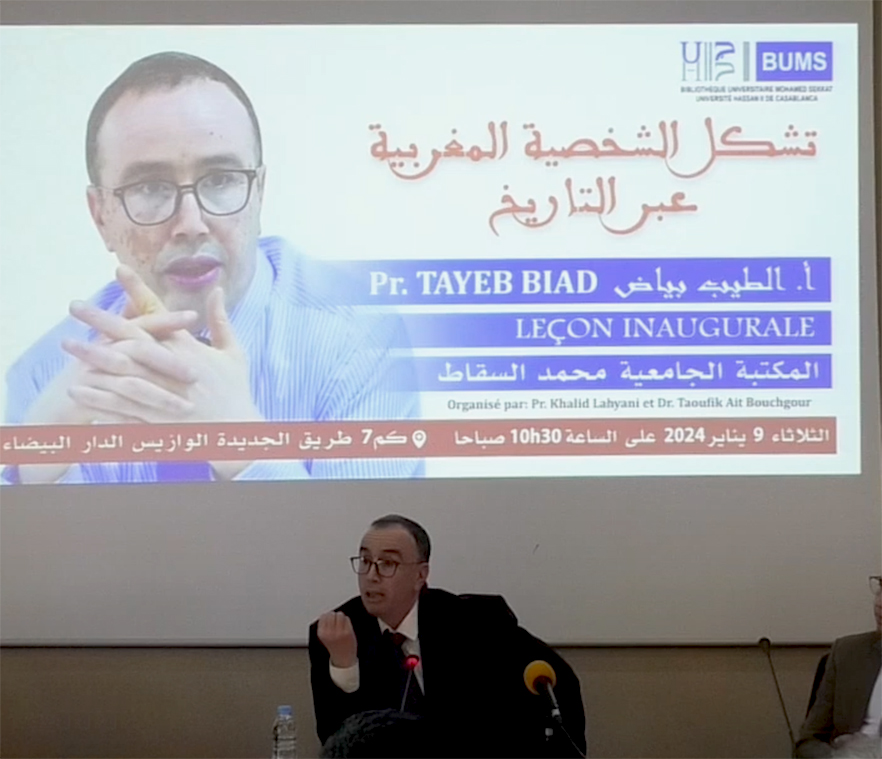
الدرس الإفتتاحي تشكل الشخصية المغربية عبر التاريخ - الطيب بياض

## العدة النظرية والمنهجية
استعان الطيب بياض في صياغة الوعاء الابستمولوجي لهذا الكتاب بعدة نظرية ومنهجية ومفاهيمية متعددة المشارب، منها:
- مفهوم "الزمن الطويل" للمؤرخ الفرنسي فرناند بروديل، الذي يتيح فهم التغيرات البطيئة والعميقة التي تحصل في التاريخ الممتد بعيدًا عن الحدث السريع. استخدم المؤلف هذا المفهوم لرصد تراكم العوامل الجغرافية والبشرية والحضارية التي أسهمت في تكوين الشخصية المغربية على مدى آلاف السنين[3].
- نظرية الحدود للمؤرخ الأمريكي فريدريك جاكسون تورنر، التي تفسر أثر الموقع الجغرافي في تشكيل الهوية. انطلق بياض من هذا الإطار لفهم موقع المغرب كـ"محطة نهاية السير للقادم من الشرق"، ومجال تلاقح حضاري طويل الأمد.
- مفهوم "الشخصية الجماعية" للأنثروبولوجي الأمريكي رالف لينتون، الذي يميز بين الشخصية الأساسية (المشتركات العميقة بين الأفراد في المجتمع) والشخصية الوظيفية (التي تتغير حسب الأدوار والسياقات).
- مفهوم "الهابيتوس" لعالم الاجتماع الفرنسي بيير بورديو، لفهم منظومة الاستعدادات الذهنية والثقافية المترسخة لدى الإنسان المغربي، والتي تتشكل عبر التاريخ وتؤثر في السلوكيات والرؤى.
- مفهوم الوطنية كما عالجه المؤرخ الأمريكي بويد شيفر، مع استحضار قراءات عبد الله العروي وإبراهيم بوطالب لتطور الوطنية المغربية وعلاقتها بالمخزن وبالهياكل السياسية التقليدية.

هذا ونهج المؤلف منهجًا تركيبيًا وتكثيفيًا يجمع بين التأصيل التاريخي والتحليل النقدي، مع الانفتاح على عدة حقول معرفية، وتوظيف مداخل منهجية متعددة لتعميق وتدقيق الفهم:
- المنهج التاريخي المقارن: بمقارنة المغرب بمناطق أخرى، لبيان خصوصية المسار المغربي في الزمن الطويل.
- الاستثمار المنتج لنتائج البحث الأركيولوجي: من خلال الاستناد إلى النتائج العلمية للأبحاث الأثرية في مواقع مثل جبل إيغود، مع التحذير من إسقاطات أيديولوجية أو استعمارية في تفسير النتائج.[3]
- التحليل السوسيولوجي والأنثروبولوجي: عبر دراسة البنى الذهنية والسلوكية للمغاربة، وربطها بالتحولات الاقتصادية والسياسية والثقافية.[2]
- النقد التاريخي: بمراجعة الأطروحات الأجنبية والقراءات السابقة التي حاولت تأطير الهوية المغربية ضمن قوالب جاهزة، مثل أعمال دانييل ريفي وشارل أندري جوليان ولوي دو شونيي، مما أسعفه في ولوج مقنع ومثمر لعوالم التأويل وتوليد المعاني وإنتاج الأفكار بطريقة تتسم بالجدة وتسعى للتجاوز وتحقيق التراكم.
- الوعاء الأدبي الأنيق: ما كان لهذا الزاد النظري والمعرفي، وهذا النفَس التركيبي أن يجد له قبولا حسنا عند القراء لولا الوعاء الأدبي الأنيق الذي قُدمت فيها أفكار هذا الكتاب، إذ تتميز كتابات الطيب بياض عموما بأسلوبها الممتع ولغتها البديعة، مما يضمن لها مقروئية أكبر وانتشارا أوسع[2].

## قضايا بارزة في الكتاب
- مسألة الاستمرارية في تشكل الشخصية المغربية عبر التاريخ، مع تسجيل تراكم حضاري متنوع أتاح إمكانية الحديث عن بوتقة انصهار في شكل صخرة رسوبية خلال الزمن الطويل.
- الانفتاح على الأجنبي أسهم في تشكل تدريجي لثنائية التقليد والتحديث التي صارت مهيكلة للبناء الذهني للإنسان المغربي.
- التكيف مع الوضعيات وقدرة الذات المغربية على اجتراح الحلول زمن الأزمات، بل وإخراج أقوى ما لديها كلما تعرضت للمخاطر.
- المرأة المغربية في التاريخ: كنزة الأوربية، زينب النفزاوية، فاطمة الفهرية، الكاهنة، السيدة الحرة، كنماذج لفاعلات تاريخيات ساهمت في صياغة ملامح المجتمع.
- تفاعل المحلي والوافد: إبراز كيفية اندماج العناصر الإفريقية والعربية والأندلسية.. مع الساكنة المحلية في بنية الشخصية المغربية.
- ثنائية المهادنة والمقاومة: تحليل الشخصية المغربية ككيان هادئ في أوقات السلم، لكنه قادر على استدعاء رصيده التاريخي للمواجهة عند الأزمات.

## أصداء الكتاب
لاقى الكتاب اهتمامًا كبيرا في الأوساط الأكاديمية المغربية، خاصة لصرامة منهجيته النقدية وأسلوبه المتفرد وانفتاحه على مقاربات متنوعة، مما جعله موضوع قراءات ومتابعات نقدية متعددة، كما حضر بشكل لافت في مختلف وسائل الإعلام المرئية والمكتوبة والمسموعة. وقد طبع الكتاب في نسخة ثانية نهاية سنة 2024، قبل أن تصدر طبعته الثالثة خلال منتصف سنة 2025.

## اقتباسات
أن تكتب عن الذات أو الوطن، أو الأرض، أو الهوية؛ عن الانتماء بكل أبعاده ومعانيه من موقع علمي ينشد المعالجة الأكاديمية للموضوع، لابد أن تقع تحت ضغط قوتين متعارضتين: الذاتية والموضوعية، الوجداني والعقلاني، نوازع النفس ووازع الصنعة....
ذلك الإنسان الذي صانت بقاياه تربة جبل إيغود كان البذرة الأولى لهذا الكائن القاطن بشمال غرب إفريقيا، ثم حصلت تحولات بطيئة في زمن شبه راكد حولته إلى فاعل أكثر في المجال، وتحول خلال العصر القديم إلى ذات ليست فقط فاعلة، بل متفاعلة أيضا مع حضارات طارئة (كستها ثيابا متنوعة) منحتها أولى خصائص التميز عن الجوار.
صحيح أنه لم يكن يَعرف نفسه أنه مغربي أو يُعرف نفسه بالمغربي، وأن بناءه الذهني كان خاليا من أي بحث عن انتماء أو هوية بمعانيها المعاصرة، بل حتى مورفولوجية جسده مختلفة إلى حد ما عن المغربي الحالي، لكن بالقدر الذي كانت تركيبة دماغه تتحول تدريجيا عبر آلاف السنين لتستقر على ما هي عليه اليوم، كان بناؤه الذهني والنفسي يتشكل في تفاعل مثمر مع المحلي والطارئ معا لنحت معالم شخصية إنسان مغرب اليوم.
أن يتم الكشف عن نواتك الأولى داخل مغارة، وتخلص النتائج العلمية للأبحاث الأثرية إلى أن تاريخ هذه النواة يعود إلى 300 ألف سنة، ويسعف تتبع مسار ومصير هذه النواة، التي ليست شيئا آخر غير الجد الأول للإنسان العاقل، سواء من خلال المصادر الأثرية أو الأدبية، في الانتباه إلى تراكم مؤسس على الاستمرارية والتحول، فمعنى ذلك أن إعادة التفكير في سيرورة تشكل شخصيتك خلال المدة الطويلة سيقود بلا شك إلى تلمس طبقات من التاريخ البطيء، باعتبارها بنية تحتية. وسيمكن تعميق البحث، بشقيه الأثري والأدبي، من إدراك مكونات مختلف هذه الطبقات، مع ما رافقتها من تشظيات، وما واكبتها من ترميمات وتطعيمات ضمن هذا الزمن الممتد والموغل في القدم.